# Evolução experimental
A evolução experimental é o uso de experimentos de laboratório ou manipulações de campo controladas para explorar a dinâmica evolutiva.  A evolução pode ser observada em laboratório à medida que indivíduos/populações se adaptam a novas condições ambientais por meio da seleção natural.
Existem duas maneiras diferentes pelas quais a adaptação pode surgir na evolução experimental. Uma é através de um organismo individual que ganha uma nova mutação benéfica.  A outra é da mudança de frequência alélica na variação genética permanente já presente em uma população de organismos.  Outras forças evolutivas fora da mutação e da seleção natural também podem desempenhar um papel ou ser incorporadas em estudos experimentais de evolução, como a deriva genética e o fluxo gênico. 
O organismo utilizado é decidido pelo experimentador, com base na hipótese a ser testada. Muitas gerações são necessárias para que ocorra a mutação adaptativa, e a evolução experimental via mutação é realizada em vírus ou organismos unicelulares com tempos de geração rápidos, como bactérias e leveduras clonais assexuadas.    Populações polimórficas de leveduras assexuadas ou sexuais,  e eucariotos multicelulares como Drosophila, podem se adaptar a novos ambientes através da mudança de frequência alélica na variação genética permanente.  Organismos com tempos de gerações mais longos, embora custosos, podem ser utilizados na evolução experimental. Estudos de laboratório com raposas  e com roedores (veja abaixo) mostraram que adaptações notáveis podem ocorrer dentro de 10 a 20 gerações e experimentos com guppies selvagens observaram adaptações dentro de um número comparável de gerações. 
Mais recentemente, indivíduos ou populações evoluídos experimentalmente são frequentemente analisados usando sequenciamento de genoma inteiro,   uma abordagem conhecida como Evolução e Resequência (E&R).  A E&R pode identificar mutações que levam à adaptação em indivíduos clonais ou identificar alelos que mudaram de frequência em populações polimórficas, comparando as sequências de indivíduos/populações antes e depois da adaptação.  Os dados de sequência tornam possível identificar o local em uma sequência de DNA em que ocorreu uma mudança de frequência de mutação/alelo para provocar a adaptação.    A natureza da adaptação e os estudos de acompanhamento funcional podem esclarecer o efeito que a mutação/alelo tem no fenótipo.

## História

### Domesticação e reprodução

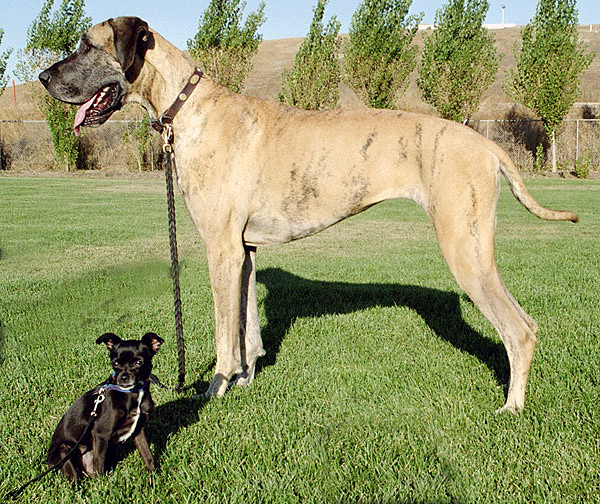
Esta mistura de Chihuahua e Dogue Alemão mostra a grande variedade de tamanhos de raças de cães criados usando seleção artificial.

Inconscientemente, os humanos têm realizado experimentos de evolução desde que domesticaram plantas e animais. A criação seletiva de plantas e animais levou a variedades que diferem drasticamente de seus ancestrais originais do tipo selvagem. Exemplos são as variedades de repolho, milho ou o grande número de diferentes raças de cães. O poder da criação humana para criar variedades com diferenças extremas de uma única espécie já era reconhecido por Charles Darwin. Na verdade, ele começou seu livro A Origem das Espécies com um capítulo sobre variação em animais domésticos. Neste capítulo, Darwin discutiu em particular o pombo.

### Experimentos iniciais

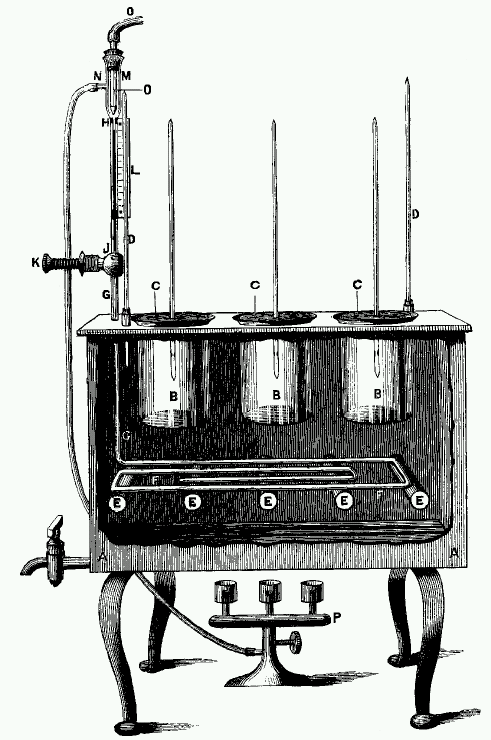
Desenho da incubadora usada por Dallinger em seus experimentos de evolução.

Um dos primeiros a realizar um experimento de evolução controlada foi William Dallinger. No final do século 19, ele cultivou pequenos organismos unicelulares em uma incubadora personalizada por um período de sete anos (1880-1886). Dallinger aumentou lentamente a temperatura da incubadora de 60°F até 158°F. As primeiras culturas mostraram sinais claros de angústia a uma temperatura de 73°F, e certamente não foram capazes de sobreviver a 158°F. Os organismos que Dallinger tinha em sua incubadora no final do experimento, por outro lado, estavam perfeitamente bem a 158°F. No entanto, esses organismos não cresceriam mais nos 60°F. Dallinger concluiu que havia encontrado evidências da adaptação darwiniana em sua incubadora e que os organismos haviam se adaptado para viver em um ambiente de alta temperatura. A incubadora de Dallinger foi destruída acidentalmente em 1886, e Dallinger não pôde continuar essa linha de pesquisa.  
Da década de 1880 a 1980, a evolução experimental foi praticada de forma intermitente por uma variedade de biólogos evolucionários, incluindo o influente Theodosius Dobzhansky. Como outras pesquisas experimentais em biologia evolutiva durante esse período, muito desse trabalho carecia de extensa replicação e foi realizado apenas por períodos relativamente curtos de tempo evolutivo. 

## Experimentos modernos
A evolução experimental tem sido usada em vários formatos para entender os processos evolutivos subjacentes em um sistema controlado. A evolução experimental foi realizada em organismos multicelulares  e unicelulares,  procariontes,  e vírus.  Trabalhos semelhantes também foram realizados pela evolução dirigida de enzimas individuais,   ribozima  e genes replicadores. 

### Moscas da fruta
Um dos primeiros de uma nova onda de experimentos usando essa estratégia foi o laboratório de "radiação evolutiva" de populações de Drosophila melanogaster que Michael R. Rose iniciou em fevereiro de 1980.  Este sistema começou com dez populações, cinco cultivadas em idades posteriores e cinco cultivadas em idades precoces. Desde então, mais de 200 populações diferentes foram criadas neste laboratório de radiação, com seleção visando vários caracteres. Algumas dessas populações altamente diferenciadas também foram selecionadas "para trás" ou "ao contrário", devolvendo as populações experimentais ao seu regime de cultura ancestral. Centenas de pessoas trabalharam com essas populações ao longo de quase três décadas. Grande parte desse trabalho está resumido nos artigos reunidos no livro Methuselah Flies. 

### Micróbios
Muitas espécies microbianas têm tempos de geração curtos, genomas facilmente sequenciados e biologia bem compreendida. Eles são, portanto, comumente usados para estudos de evolução experimental. As espécies bacterianas mais comumente usadas para evolução experimental incluem P. fluorescens,  Pseudomonas aeruginosa,  Enterococcus faecalis  e E. coli (veja abaixo), enquanto a levedura S. cerevisiae tem sido usada como modelo para o estudo da evolução eucariótica. 

#### Experiência deE. colide Lenski
Um dos exemplos mais conhecidos de evolução bacteriana laboratorial é o experimento de longa duração E.coli de Richard Lenski. Em 24 de fevereiro de 1988, Lenski começou a cultivar doze linhagens de E. coli sob condições idênticas de crescimento.   Quando uma das populações desenvolveu a capacidade de metabolizar aerobicamente o citrato do meio de crescimento e mostrou um crescimento muito maior,  isso forneceu uma observação dramática da evolução em ação. O experimento continua até hoje, e agora é o experimento de evolução controlada de mais longa duração (em termos de gerações) já realizado.  Desde o início do experimento, as bactérias cresceram por mais de 60.000 gerações. Lenski e seus colegas publicam regularmente atualizações sobre o status dos experimentos. 

### Ratos de laboratório

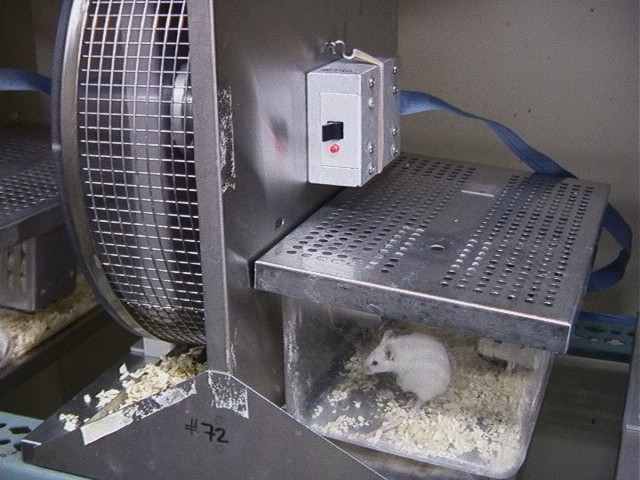
Rato do experimento de seleção de Garland com roda de corrida anexada e seu contador de rotação.

Em 1998, Theodore Garland Jr. e seus colegas iniciaram um experimento de longo prazo que envolve a criação seletiva de camundongos para altos níveis de atividade voluntária em rodas de corrida.  Este experimento também continua até hoje (> 90 gerações). Os camundongos das quatro linhagens "High Runner" replicadas evoluíram para executar quase três vezes mais revoluções da roda por dia em comparação com as quatro linhagens de controle não selecionadas de camundongos, principalmente correndo mais rápido do que os ratos de controle, em vez de correr por mais minutos/dia.
Os camundongos HR exibem uma capacidade aeróbica máxima elevada quando testados em uma esteira motorizada. Eles também exibem alterações na motivação e no sistema de recompensa do cérebro. Estudos farmacológicos apontam para alterações na função da dopamina e no sistema endocanabinoide.  As linhas High Runner foram propostas como um modelo para estudar o transtorno de déficit de atenção e hiperatividade (TDAH), e a administração de Ritalina reduz sua corrida na roda aproximadamente aos níveis de ratos de controle.